# Nekhebet

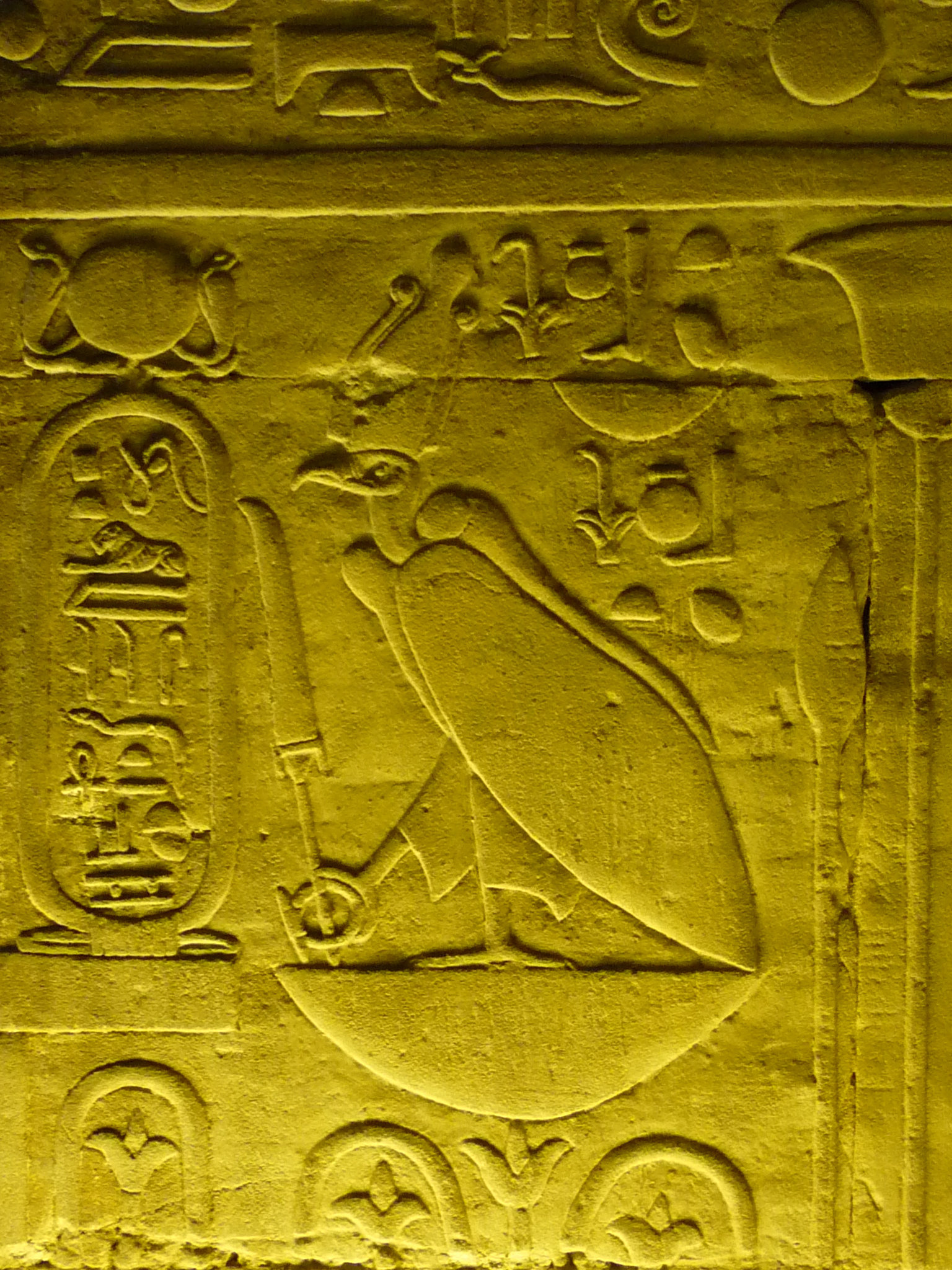
Nekhebet

Nekhebet eller Nekhbet var en gudinna i egyptisk mytologi som avbildades som en gam. Hon var Övre Egyptens skyddsgudinna. När Övre och Nedre Egypten enades, blev hon tillsammans med sin motsvarighet i Nedre Egypten, Wadjet, en av det enade Egyptens och faraos två skyddsgudinnor.  Nekhbets uppgifter inbegrep fruktbarhet, moderskap och beskydd av faraonernas värdighet. Hon associerades med gudarna Ra och Osiris.
Nekhebets huvudtempel låg i staden Nekheb (även känd som Al Kāb). Hennes tempel är en av de äldsta som är kända i Egypten, och hennes tempelstad är känd från åtminstone 3400 f.Kr. Hon var ursprungligen en lokal gudinna och blev så småningom Övre Egyptens skyddsgudinna, och när Egypten enades blev hon tillsammans med sin motsvarighet i Nedre Egypten en av landets två skyddsgudinnor. Som sådan blev hon också faraos beskyddare. Tillsammans kallades de ofta i dagligt tal för "De två damerna". Nekhbet avbildades som en kvinna med gamhuvud, eller som en gam, som bredde ut sina vingar till skydd ovanför faraos krona. 